# پل ووکسهال

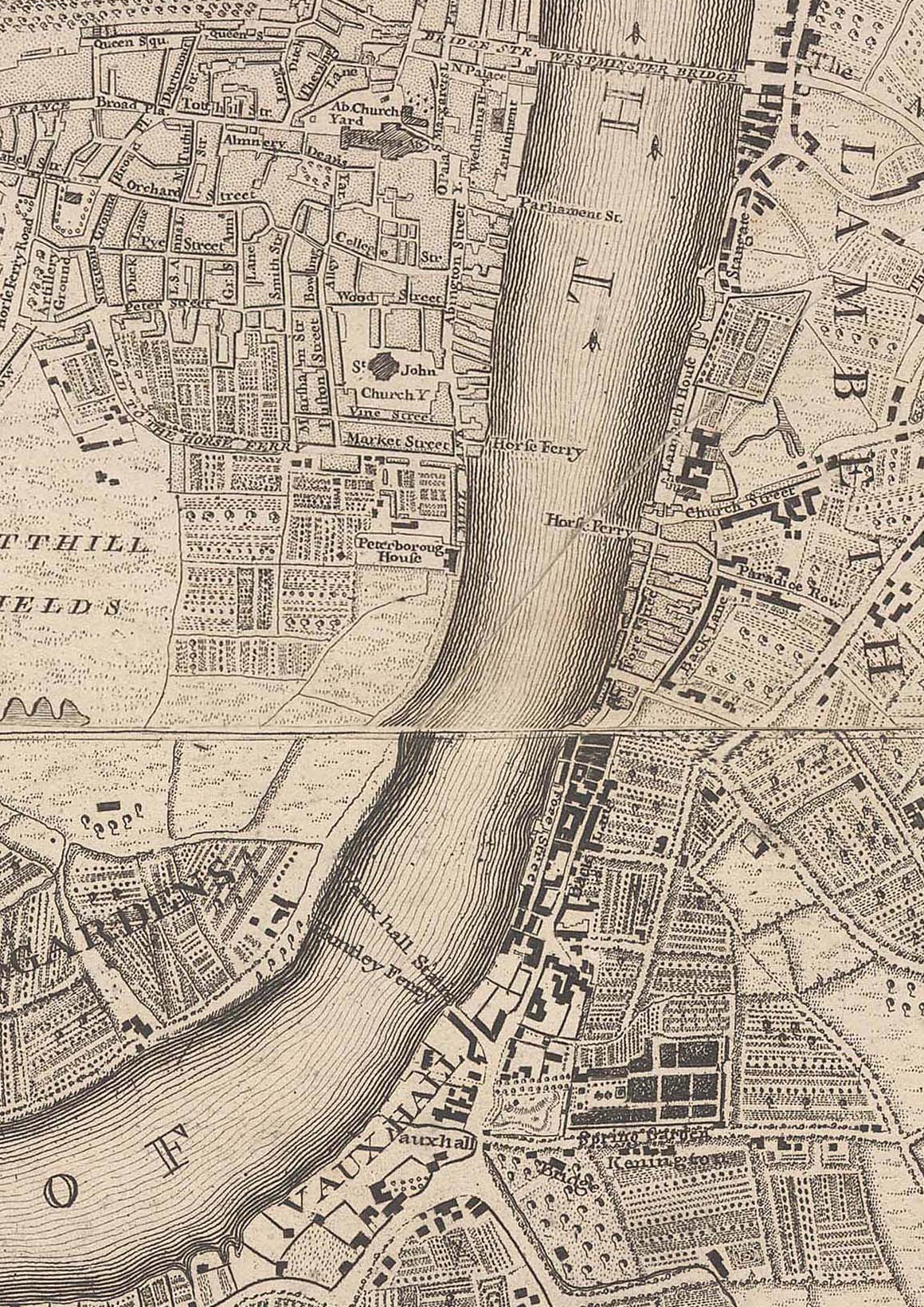

پل ووکسهال (به انگلیسی: Vauxhall Bridge) یک پل قوسی فولادی با عرشه گرانیتی در مرکز لندن است.
این پل که روی رودخانه تیمز قرار دارد، در سال ۱۹۰۶ افتتاح شده و جایگزین پل دیگری شد، در اصل به عنوان ریجنت پل شناخته شد اما بعد از آن به ووکسهال تغییر نام یافت.
ساختمان هر دوی پل‌ها مشکل ساز بود، هر دو پل‌های اول و دوم نیاز به طراحی دوباره داشتند. پل اصلی، اولین پل آهنی بر رودخانه تیمز، توسط یک شرکت خصوصی ساخته شد و یک پل عوارضی بود تا سال ۱۸۷۹که به مالکیت عمومی درآمد. پل دوم، که هشت سال ساخت آن زمان برد، اولین پل لندن بود که خط تراموا از روی آن رد می شد و بعدها هم یکی از دو مسیر ویژه اتوبوس در لندن بود.
در سال ۱۹۶۳ تصمیم گرفته شد که این پل با یک پل مدرن شامل هفت طبقه مغازه ، فضای اداری، اتاق‌های هتل و امکانات تفریحی جایگزین شود، اما این برنامه به دلیل هزینه‌های بالا رها شد.
به غیر از تغییرات در طرح جاده و نرده، طراحی و ظاهر پل فعلی از سال ۱۹۰۷ تقریباً بدون تغییر باقی‌مانده‌است. امروز پل بخش مهمی از سیستم جاده‌های لندن است و حمل و نقل جاده A202 از وسط رودخانه تیمز می‌گذرد.